# Coupe d'Afrique de rugby à XV 2014
Navigation
Coupe d'Afrique 2013 Coupe d'Afrique 2015
La Coupe d'Afrique de rugby à XV 2014 est une compétition organisée par la Confédération africaine de rugby qui oppose les 14 meilleures nations africaines. Les résultats des matchs comptent également pour les qualifications de la Coupe du monde 2015.

## Équipes engagées
| Rang RA | Rang WR | Équipe     | Participation (Pre) | Meilleur résultat            |
| ------- | ------- | ---------- | ------------------- | ---------------------------- |
| 1       | 22      | Namibie    | 10e (2000)          | Vainqueur (2002, 2004, 2009) |
| 2       | 29      | Zimbabwe   | 13e (2000)          | Vainqueur (2012)             |
| 3       | 33      | Kenya      | 10e (2003)          | Vainqueur (2011, 2013)       |
| 5       | 35      | Madagascar | 10e (2002)          | Finaliste (2005, 2007)       |

| Division 1B - Côte d'Ivoire - Ouganda - Sénégal - Tunisie | Division 1C - Botswana - Eswatini - Maurice - Nigeria - Zambie - Impala Rustenburg |

## Division 1A
La compétition se déroule à Antananarivo à Madagascar du 28 juin au 6 juillet 2014.

### Détails des résultats

#### Première journée
| 28 juin 2014 13 h locales, 10 h UTC | Kenya | 29 - 22 (7 - 12) | Namibie Capitaine : Pieter-Jan van Lill                                                                                | Mahamasina Stadium, Antananarivo 35 000 spectateurs Arbitre : Luke Pearce |
| 28 juin 2014 13 h locales, 10 h UTC | Essai(s) : 4 Achayo Otieno, A. Amonde, Kayange, Okombe Shitindo Transformation(s) : 3 L. Asego Pénalité(s) : 1 L. Asego |                  | Essai(s) : 3 Botha, Smit (en) (2) Transformation(s) : 2 Kotzé Pénalité(s) : 1 Kotzé Carton(s) jaune(s) : 1 Engels (en) | Mahamasina Stadium, Antananarivo 35 000 spectateurs Arbitre : Luke Pearce |
| 28 juin 2014 13 h locales, 10 h UTC | |                  | | Mahamasina Stadium, Antananarivo 35 000 spectateurs Arbitre : Luke Pearce |

| 28 juin 2014 15 h locales, 12 h UTC | Madagascar                                                                                        | 22 - 57 (15 - 22) | Zimbabwe | Mahamasina Stadium, Antananarivo 35 000 spectateurs Arbitre : Lourens van der Merwe (en) |
| 28 juin 2014 15 h locales, 12 h UTC | Essai(s) : 3 Rakotonirina, Rakoto, Rasoanaivo Transformation(s) : 2 Rakoto Pénalité(s) : 1 Rakoto |                   | Essai(s) : 8 Leitao (4), Groenewald (en), O'Neill (en), Hunduza, F. Mudariki Transformation(s) : 7 Cronjé (en) (6), Tambwera Pénalité(s) : 1 Cronjé | Mahamasina Stadium, Antananarivo 35 000 spectateurs Arbitre : Lourens van der Merwe (en) |
| 28 juin 2014 15 h locales, 12 h UTC |                                                                                                   |                   | | Mahamasina Stadium, Antananarivo 35 000 spectateurs Arbitre : Lourens van der Merwe (en) |

#### Deuxième journée
| 2 juillet 2014 13 h locales, 10 h UTC | Namibie Capitaine : Pieter-Jan van Lill                                                            | 24 - 20 (10 - 17) | Zimbabwe                                                                                   | Mahamasina Stadium, Antananarivo Arbitre : Francisco Pastrana |
| 2 juillet 2014 13 h locales, 10 h UTC | Essai(s) : 3 Bothma, Kitshoff, essai de pénalité Transformation(s) : 3 Kotzé Pénalité(s) : 1 Kotzé |                   | Essai(s) : 2 Hondo (en), Nemadire Transformation(s) : 2 Cronjé (en) Pénalité(s) : 2 Cronjé | Mahamasina Stadium, Antananarivo Arbitre : Francisco Pastrana |
| 2 juillet 2014 13 h locales, 10 h UTC | |                   |                                                                                            | Mahamasina Stadium, Antananarivo Arbitre : Francisco Pastrana |

| 2 juillet 2014 15 h locales, 12 h UTC | Madagascar | 0 - 34 (0 - 27)                                                                        | Kenya | Mahamasina Stadium, Antananarivo Arbitre : Luke Pearce |
| 2 juillet 2014 15 h locales, 12 h UTC |            | Essai(s) : 6 Mwenesi (2), Mangeni, Kayange, Adaka, Amonde Transformation(s) : 2 Andola |       | Mahamasina Stadium, Antananarivo Arbitre : Luke Pearce |
| 2 juillet 2014 15 h locales, 12 h UTC |            |                                                                                        |       | Mahamasina Stadium, Antananarivo Arbitre : Luke Pearce |

#### Troisième journée
| 6 juillet 2014 13 h locales, 10 h UTC | Kenya                                                                  | 10 - 28 (10 - 13) | Zimbabwe                                                                                                  | Mahamasina Stadium, Antananarivo Arbitre : Lourens van der Merwe (en) |
| 6 juillet 2014 13 h locales, 10 h UTC | Essai(s) : 1 Kayange Transformation(s) : 1 Asego Pénalité(s) : 1 Asego |                   | Essai(s) : 3 O'Neill (en), Mudariki (en), Cronjé (en) Transformation(s) : 2 Cronjé Pénalité(s) : 3 Cronjé | Mahamasina Stadium, Antananarivo Arbitre : Lourens van der Merwe (en) |
| 6 juillet 2014 13 h locales, 10 h UTC |                                                                        |                   | | Mahamasina Stadium, Antananarivo Arbitre : Lourens van der Merwe (en) |

| 6 juillet 2014 15 h locales, 12 h UTC | Madagascar                                                                 | 10 - 89 (0 - 63) | Namibie Capitaine : Rohan Kitshoff | Mahamasina Stadium, Antananarivo Arbitre : Francisco Pastrana |
| 6 juillet 2014 15 h locales, 12 h UTC | Essai(s) : 1 Rakotoson Transformation(s) : 1 Rakoto Pénalité(s) : 1 Rakoto |                  | Essai(s) : 13 Botha, Bothma (4), Engels (en), Kitshoff, Philander (en) (2), Smit (en), Tromp, de pénalité (2) Transformation(s) : 12 Kotzé | Mahamasina Stadium, Antananarivo Arbitre : Francisco Pastrana |
| 6 juillet 2014 15 h locales, 12 h UTC |                                                                            |                  | | Mahamasina Stadium, Antananarivo Arbitre : Francisco Pastrana |

### Classement
| Rang | Nation     | J | V | N | D | Bo | Bd | Pm  | Pe  | Diff | Pts |
| ---- | ---------- | - | - | - | - | -- | -- | --- | --- | ---- | --- |
| 1    | Namibie    | 3 | 2 | 0 | 1 | 1  | 1  | 135 | 59  | +76  | 10  |
| 2    | Zimbabwe   | 3 | 2 | 0 | 1 | 1  | 1  | 105 | 56  | +49  | 10  |
| 3    | Kenya      | 3 | 2 | 0 | 1 | 2  | 0  | 73  | 50  | +23  | 10  |
| 4    | Madagascar | 3 | 0 | 0 | 3 | 0  | 0  | 32  | 180 | -148 | 0   |

|  | Vainqueur de la Division 1A (no 1) et qualifié direct pour la Coupe du monde 2015.  |
|  | Qualifié pour le tour de repêchage qualificatif pour la Coupe du monde 2015 (no 2). |
|  | Relégué en Division 1B (no 4).                                                      |

## Division 1B
La compétition se déroule à Nabeul en Tunisie du 10 juin au 14 juin 2014.
La Tunisie est championne et promue en Division 1A, l'Ouganda est relégué en Division 1C.

### Tableau
|  | Demi-finales        | Demi-finales        |                        |    | Finale              | Finale              |
|  | Demi-finales        | Demi-finales        |                        |    | Finale              | Finale              |
|  |                     |                     |                        |    |                     |                     |
|  | le 10 juin à Nabeul | le 10 juin à Nabeul |                        |    | le 14 juin à Nabeul | le 14 juin à Nabeul |
|  | le 10 juin à Nabeul | le 10 juin à Nabeul |                        |    | le 14 juin à Nabeul | le 14 juin à Nabeul |
|  | Ouganda             | 19                  |                        |    | le 14 juin à Nabeul | le 14 juin à Nabeul |
|  | Ouganda             | 19                  |                        |    | le 14 juin à Nabeul | le 14 juin à Nabeul |
|  | Côte d'Ivoire       | 22                  |                        |    | le 14 juin à Nabeul | le 14 juin à Nabeul |
|  | Côte d'Ivoire       | 22                  | Côte d'Ivoire          | 6  |                     |                     |
|  | le 10 juin à Nabeul |                     | Côte d'Ivoire          | 6  |                     |                     |
|  |                     | Tunisie             | 26                     |    |                     |                     |
|  | Sénégal             | Tunisie             | 26                     | 14 |                     |                     |
|  | Sénégal             |                     |                        | 14 |                     |                     |
|  | Tunisie             | 22                  |                        |    |                     |                     |
|  | Tunisie             | 22                  | Match pour la 3e place |    |                     |                     |
|  |                     |                     |                        |    |                     |                     |
|  | le 14 juin à Nabeul |                     |                        |    |                     |                     |
|  |                     |                     |                        |    |                     |                     |
|  | Sénégal             | 32                  |                        |    |                     |                     |
|  | Sénégal             | 32                  |                        |    |                     |                     |
|  | Ouganda             | 31                  |                        |    |                     |                     |
|  | Ouganda             | 31                  |                        |    |                     |                     |

### Demi-finales
| 10 juin 2014 | Ouganda | 19 - 22 | Côte d'Ivoire | Nabeul |
| 10 juin 2014 |         |         |               | Nabeul |
| 10 juin 2014 |         |         |               | Nabeul |

| 10 juin 2014 | Sénégal | 14 - 22 | Tunisie | Nabeul |
| 10 juin 2014 |         |         |         | Nabeul |
| 10 juin 2014 |         |         |         | Nabeul |

### Finale
| 14 juin 2014 | Tunisie                      | 26 - 6 | Côte d'Ivoire   | Nabeul |
| 14 juin 2014 | Essai(s) : 1 Pénalité(s) : 7 |        | Pénalité(s) : 2 | Nabeul |
| 14 juin 2014 |                              |        |                 | Nabeul |

## Division 1C
La compétition se déroule au Botswana du 15 juin au 21 juin 2014. Les Impala Rustenburg remplacent l'équipe du Maroc. Le Botswana et Maurice sont promus en Division 1B.

### Détails des résultats

#### Première journée
| 15 juin 2014 | Zambie | 30 - 20 | Nigeria | Gaborone |
| 15 juin 2014 |        |         |         | Gaborone |
| 15 juin 2014 |        |         |         | Gaborone |

| 15 juin 2014 | Maurice | 17 - 61 | Impala Rustenburg | Gaborone |
| 15 juin 2014 |         |         |                   | Gaborone |
| 15 juin 2014 |         |         |                   | Gaborone |

| 15 juin 2014 | Botswana | 87 - 00 | Eswatini | Gaborone |
| 15 juin 2014 |          |         |          | Gaborone |
| 15 juin 2014 |          |         |          | Gaborone |

#### Deuxième journée
| 18 juin 2014 | Botswana | 09 - 54 | Impala Rustenburg | Gaborone |
| 18 juin 2014 |          |         |                   | Gaborone |
| 18 juin 2014 |          |         |                   | Gaborone |

| 18 juin 2014 | Maurice | 54 - 17 | Zambie | Gaborone |
| 18 juin 2014 |         |         |        | Gaborone |
| 18 juin 2014 |         |         |        | Gaborone |

| 18 juin 2014 | Nigeria | 61 - 10 | Eswatini | Gaborone |
| 18 juin 2014 |         |         |          | Gaborone |
| 18 juin 2014 |         |         |          | Gaborone |

#### Troisième journée
| 21 juin 2014 | Botswana | 66 - 14 | Zambie | Gaborone |
| 21 juin 2014 |          |         |        | Gaborone |
| 21 juin 2014 |          |         |        | Gaborone |

| 21 juin 2014 | Maurice | 134 - 00 | Eswatini | Gaborone |
| 21 juin 2014 |         |          |          | Gaborone |
| 21 juin 2014 |         |          |          | Gaborone |

| 21 juin 2014 | Nigeria | 10 - 86 | Impala Rustenburg | Gaborone |
| 21 juin 2014 |         |         |                   | Gaborone |
| 21 juin 2014 |         |         |                   | Gaborone |

### Classement
| Rang | Nation            | J | V | N | D | Pm  | Pe  | Diff | Pts |
| ---- | ----------------- | - | - | - | - | --- | --- | ---- | --- |
| 1    | Impala Rustenburg | 3 | 3 | 0 | 0 | 201 | 36  | +165 | 15  |
| 2    | Maurice           | 3 | 2 | 0 | 1 | 205 | 78  | +127 | 10  |
| 3    | Botswana          | 3 | 2 | 0 | 1 | 162 | 68  | +94  | 10  |
| 4    | Nigeria           | 3 | 1 | 0 | 2 | 91  | 126 | -35  | 5   |
| 5    | Zambie            | 3 | 1 | 0 | 2 | 61  | 140 | -79  | 5   |
| 6    | Eswatini          | 3 | 0 | 0 | 3 | 10  | 282 | -272 | 0   |

|  | Vainqueur de la Division 1C (no 1). |
|  | Promus en Division 1B (no 2, no 3). |
|  | Relégué en CAR Trophy (no 6).       |